# Saturnia paradoxa
Saturnia paradoxa är en fjärilsart som beskrevs av Edward Alfred Cockayne 1952. Saturnia paradoxa ingår i släktet Saturnia och familjen påfågelsspinnare. Inga underarter finns listade.